# سهیلا یعقوب
سهیلا یعقوب (انگلیسی: Souheila Yacoub؛ زاده ۲۹ ژوئن ۱۹۹۲) هنرپیشه فیلم اهل سوئیس، سازندهٔ تئاتر، ژیمناست ریتمیک سابق و برنده دوشیزهٔ سوئیس روماند ۲۰۱۲ است.

## زندگی و حرفه
یعقوب در ژنو از پدری تونسی و مادری فلاندری به دنیا آمد. او یک خواهر دارد.
یعقوب در مدرسه ورزشی فدرال مکولین شرکت کرد و در نوجوانی به تیم ملی ژیمناستیک ریتمیک سوئیس پیوست و در مسابقات جهانی ژیمناستیک ریتمیک ۲۰۰۹ و ۲۰۱۰ شرکت کرد. او در ۱۶ سالگی مدرسه را ترک کرد تا روی ژیمناستیک تمرکز کند. هنگامی که تیم به بازی‌های المپیک واجد شرایط نشد، یعقوب به‌طور کلی ورزش را کنار گذاشت. اگرچه او در میان اتهامات سوءاستفاده در سال ۲۰۲۱ به‌طور رسمی علیه مربیان خود شهادت نداد، اما از ادعاهای هم تیمی‌های سابق خود حمایت کرد و داستان‌های زیادی از رفتار مربیان را بیان کرد، از جمله محدودکردن اعضا برای خوردن یا نوشیدن و نیمکت‌نشینی آن‌ها برای افزایش یک کیلو وزن.
پس از ترک، یعقوب به خانه بازگشت. خواهرش که مطمئن نبود چه کاری باید انجام دهد، به او پیشنهاد داد برای دوشیزهٔ سوئیس روماند درخواست بدهد. یعقوب همچنین در کلاس‌های رقص محلی و بازیگری ثبت نام کرد. پس از برنده شدن دوشیزهٔ سوئیس روماند در سال ۲۰۱۲، به یعقوب بورسیه تحصیلی برای یک برنامه سه ساله در کور فلوران در پاریس پیشنهاد شد. او بیشتر در دانشکده ملی هنرهای دراماتیک آموزش دید.
یعقوب اولین حضور تلویزیونی خود را در شش قسمت از سریال زندگی زیباتر برای فرانسه ۳ انجام داد. او پس از فارغ‌التحصیلی از کورس فلورنت، نخستین نقش اصلی خود را در تئاتر به عنوان وحیده در نمایشنامه همه پرندگان اثر وجدی معوض در تئاتر ملی د لا کولین در تئاتر پاریس به دست آورد. او سپس در فیلم ترسناک ۲۰۱۸ نقطه اوج از گاسپار نوئه و مینی سریال وحشی‌ها (۲۰۱۹) از کانال+ بازی کرد.
یعقوب در سال ۲۰۲۰ در سریال جنگی چندزبانه تولید مشترک بین‌المللی منطقه بی‌طرف ظاهر شد. او در فیلم سیاه و سفید نمک اشک از فیلیپ گارل، که در هفتادمین جشنواره بین‌المللی فیلم برلین به نمایش درآمد، و همچنین شجاعان و فردای روشن‌تر در سال ۲۰۲۱ بازی کرد.
یعقوب یک شرکت تئاتری به نام «23h59» را تأسیس کرده‌است.

## فیلم‌شناسی

### فیلم
| سال  | عنوان                                | نقش    | یادداشت |
| ---- | ------------------------------------ | ------ | ------- |
| ۲۰۱۸ | نقطه اوج                             | لو     |         |
| ۲۰۱۸ | Les affamés                          | اوا    |         |
| ۲۰۲۰ | نمک اشک (فرانسوی: Le Sel des larmes‎) | بتسی   |         |
| ۲۰۲۱ | شجاعان (فرانسوی: Entre les vagues‎)   | مارگو  |         |
| ۲۰۲۱ | فردای روشن‌تر (فرانسوی: De bas étage‎) | سارا   |         |
| ۲۰۲۳ | تلماسه: بخش دو                       | شیشکلی |         |

### تلویزیون
| سال  | عنوان        | نقش         | یادداشت    |
| ---- | ------------ | ----------- | ---------- |
| ۲۰۱۶ | زندگی زیباتر | آیچا        | ۶ قسمت     |
| ۲۰۱۹ | وحشی‌ها       | جاسمین      | مینی سریال |
| ۲۰۲۰ | منطقه بی‌طرف  | ساریا دوگان | نقش اصلی   |

### نماهنگ
| ترانه      | سال  | هنرمند | یادداشت |
| ---------- | ---- | ------ | ------- |
| «تروپ بیو» | ۲۰۱۹ | لومپال |         |

## صحنه
| سال       | عنوان            | نقش   | یادداشت                     |
| --------- | ---------------- | ----- | --------------------------- |
| ۲۰۱۷–۲۰۱۸ | Tous des oiseaux | وحیده | تئاتر ملی د لا کولین، پاریس |

## جوایز و نامزدی‌ها
| سال  | جشنواره                                    | جایزه           | اثر | نتیجه | منبع  |
| ---- | ------------------------------------------ | --------------- | --- | ----- | ----- |
| ۲۰۲۲ | هفتاد و دومین جشنواره بین‌المللی فیلم برلین | ستارهٔ دنباله‌دار | —   | برنده | [ ۹ ] |